# ولور، تهنجوور
ولور، تهنجوور (به انگلیسی: Velur, Thanjavur) یک روستا در هند است که در Thanjavur Taluk واقع شده‌است.

## خصوصیات
ولور ۴۴۱ نفر جمعیت دارد.